# Algemene Nederlandse Diamantbewerkersbond

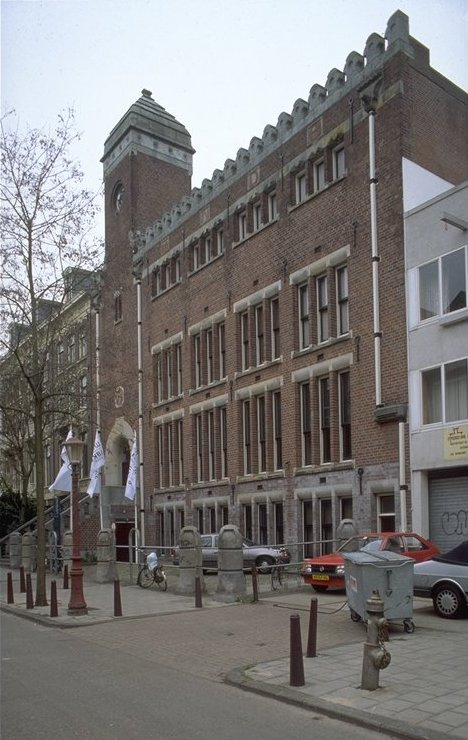
Het (voormalige) gebouw van de Algemene Nederlandse Diamantbewerkersbond, ook wel de "Burcht van Berlage" genoemd

De Algemene Nederlandse Diamantbewerkersbond (ANDB) was de verreweg belangrijkste vakbond van de voornamelijk joodse diamantbewerkers in Amsterdam. De bond werd opgericht in 1894 door onder meer Henri Polak (1868-1943) en Jan van Zutphen (1863-1958). Hij beleefde zijn gloriejaren in de periode tot de Eerste Wereldoorlog, tevens de grootste bloeitijd van de diamantindustrie in Amsterdam. Het was de eerste grote goed georganiseerde vakbond in Nederland, een tijd lang was het zelfs de grootste bond van het gehele land. De aanpak en organisatiewijze van dit nieuwe type vakbond heeft daardoor grote invloed gehad op de rond 1900 opkomende ‘moderne’ vakbeweging in Nederland en op de koers van het in 1905 opgerichte Nederlands Verbond van Vakverenigingen (NVV), de voorloper van de huidige FNV.

## De Amsterdamse diamantindustrie
De diamantindustrie was aan het einde van de negentiende en in het begin van de twintigste eeuw een van de grootste bedrijfstakken van Amsterdam. Amsterdam was toen wereldwijd het belangrijkste centrum van de diamantindustrie. De wortels daarvan gaan terug tot in de zestiende eeuw toen Sefardische joden uit Portugal met handelscontacten in gebieden waar diamant werd gevonden, zich in Amsterdam vestigden. Aanvankelijk vond het bewerken van de diamanten bij vooral joodse mensen thuis plaats. Dat joden zich sterk op de diamantbewerking richtten had ermee te maken dat dit een van de weinige beroepen was voorvoor men niet bij een gilde hoefde te zijn aangesloten. Toetreding tot een gilde was voor joden niet toegestaan. Echt grootschalig werd de bedrijfstak pas in de negentiende eeuw. Om de productie grootschaliger en goedkoper te maken werden vanaf ongeveer 1820 door paarden aangedreven slijpmolens ingezet; vanaf ongeveer 1850 deed stoom als krachtbron zijn intrede. Kleine werkplaatsen werden steeds meer vervangen door grote fabrieken. Maar ook toen was de omvang van de bedrijfstak nog beperkt met 1.000 diamantwerkers in 1848 en 1400 in 1860.
Toen in de jaren 1870-1873, de zogenaamde Kaapse Tijd, een grote hoeveelheid diamanten in Zuid-Afrika werden gevonden, nam de diamantindustrie een grote vlucht. Diamanten bleken echter als luxeproducten uiterst conjunctuurgevoelig te zijn. Al vanaf 1875, tijdens de grote economische crisis in de westerse wereld stagneerde de ontwikkeling. Vanaf ongeveer 1890 beleefde de diamantindustrie weer een nieuwe bloeiperiode, vooral door de grote vraag naar diamanten in de Verenigde Staten. Toen werkten er in Amsterdam meer dan 10.000 mensen in deze bedrijfstak waarvan ongeveer 70% joods waren. Ondanks de bloeiperiode waren de werkomstandigheden voor de meeste diamantbewerkers nog erg slecht en de lonen laag. Als de marktomstandigheden even tegen zaten, stonden vele arbeiders zo weer voor een periode op straat, zonder enig inkomen. In donkere vertrekken werd tijdens minimaal 12 uur per dag zonder pauzes gewerkt. De gezondheidsschade aan ogen en longen was voor velen groot. Dat gold echter niet voor iedereen in dezelfde mate. Het werk in de diamantindustrie kende een grote mate van specialisatie en hiërarchie. Voor elke specialisatie waren meestal langdurige opleidingen nodig. Bovenaan de ladder stonden de klovers en slijpers die de diamant zijn hoofdvorm gaven. Het minst verdienden de chipsslijpers die schilfers van diamant tot kleine briljanten slepen.

## Voorgeschiedenis en beginjaren van de ANDB

### Voorgeschiedenis

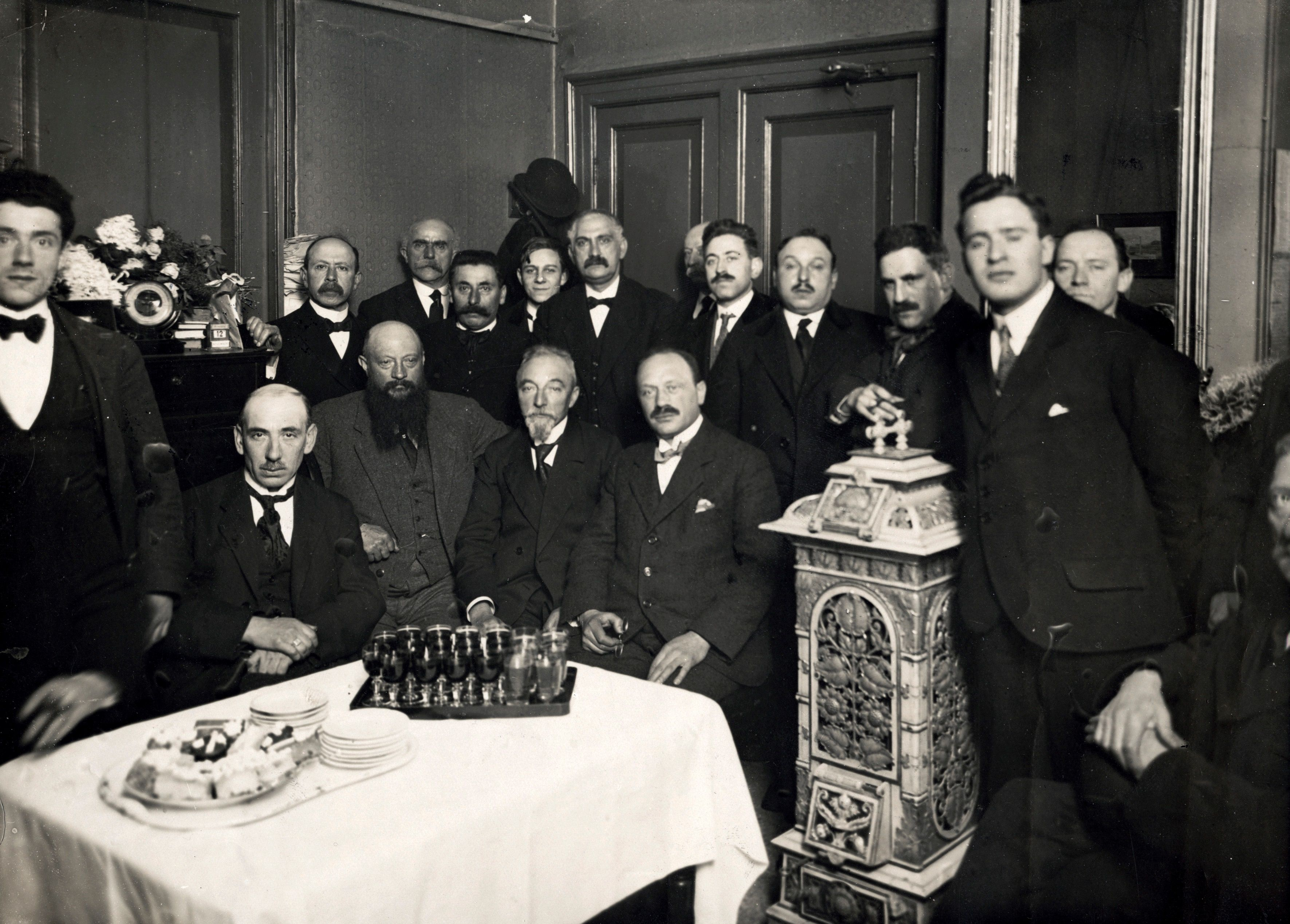
Diamantbewerkersbond anno 1919, met zittend onder meer Jan van Zutphen (met baard) en Henri Polak (rechts)

Lange tijd waren de diamantbewerkers heel slecht georganiseerd. In de jaren 1880 en rond 1890 bestonden er al wel enkele kleine vakbonden, maar deze hadden, zoals toen ook in de meeste andere bedrijfstakken in Nederland, nog een zeer wankel en wisselvallig bestaan. Zo werd in 1888 de kortstondig vrij succesvolle Socialistische Diamantwerkers Bond opgericht, maar al in 1892 had deze bond nog maar 30 leden over. De politiek neutrale Nederlandsche Diamantbewerkers Vereeniging (NDV) die daar weer uit voort kwam, had ook nooit meer dan 200 leden. Tegen het einde van 1894 werd echter alles ineens heel anders. Op 7 en 8 november legden volstrekt onverwachts eerst de slecht betaalde christelijke en vervolgens voor het eerst alle diamantbewerkers in Amsterdam spontaan het werk neer vanwege een dreigende verlaging van lonen. De NDV en de andere bestaande organisaties sprongen onmiddellijk daarop in. Jan van Zutphen en Henri Polak, voorzitter respectievelijk secretaris van de NDV, werden de belangrijkste leiders van het handig opererende stakingscomité. Al na vier dagen staken gingen de onderling verdeelde werkgevers overstag en ondertekenden de door het comité geformuleerde eisen voor minimumlonen.

### Oprichting ANDB
Het stakingscomité greep dit onverwachtse succes direct aan om de diamantbewerkers eindelijk beter te organiseren. Al op 18 november werd de ANDB opgericht waarvan een flink deel van de stakers lid werd. Polak, nog maar 26 jaar jong, werd vanwege de tijdens de staking getoonde kwaliteiten tot voorzitter gekozen. Jan van Zutphen werd enkele jaren later aangesteld als bondssecretaris. Al snel bleek dat deze bond organisatieprincipes toepaste die in Nederland nog niet waren vertoond. Geïnspireerd door de aanpak van de Engelse Trade Unions – die Polak in zijn jonge jaren als werknemer in Londen had leren kennen - werd van de leden een substantiële contributie gevraagd. Deze werd benut voor iets wat in Nederland in deze mate nog niet was voorgekomen - het ‘bezoldigen’ van bestuurders en het opbouwen van een substantiële stakingskas. Vrijwel vanaf het begin werd ook het Weekblad van de ANDB uitgegeven waarvan Polak hoofdredacteur en belangrijkste leverancier van artikelen werd.

### Eerste successen
Met deze aanpak en een slimme tactiek wist de nieuwe bond vanaf het begin concrete resultaten te bereiken. Ondanks de spreekwoordelijke verdeeldheid van de diamantbewerkers, kon de bond binnen zeer korte tijd het vertrouwen van een uitzonderlijk groot deel van hen winnen. Eind 1898 had de bond circa 8.000 leden en was daarmee de op dat moment verreweg grootste vakbond van Nederland geworden. Met een dergelijk groot ledenaantal verkreeg de bond een positie waar de werkgevers niet meer omheen konden. Een van de eerste substantiële resultaten die na enkele stevige stakingen werd bereikt, was de 10-urige werkdag met een verplichte pauze van 2 uur. Ook financieel ging het de bond, ondanks de noodzaak om herhaaldelijk flinke sommen uit te keren uit de stakingskas, zodanig voor de wind dat al na vijf jaar - in 1899 - kon worden gestart met de bouw van het nog steeds bestaande prestigieuze bondsgebouw in Amsterdam, ontworpen door de socialistische architect Hendrik Berlage (Burcht van Berlage).

### Succesvolle stakingjaren 1902-1904
Het meest overtuigend manifesteerde zich de bijzondere kracht van de ANDB in de periode 1902-1904. In 1902 en in 1904 wist de bond tijdens maandenlange stakingen de strijd met de intussen veel beter georganiseerde werkgevers te doorstaan. Naast loonsverhogingen kwamen er afspraken tot stand over een 9-urige werkdag. Maar, wellicht nog belangrijker, de werkgevers waren tot de overtuiging gekomen dat het in het vervolg beter was met deze sterke bond te onderhandelen dan te vechten. Een eerste kiem van de Nederlandse overlegeconomie was gelegd. Ook tijdens de landelijk desastreus verlopen spoorwegstaking van april 1903 had de ANDB uit solidariteit meegestaakt. Anders dan in de meeste andere bedrijfstakken, waar duizenden stakers werden ontslagen, durfden de juweliers na afloop echter geen medewerkers te ontslaan. Elders in de vakbondwereld werden er over en weer felle verwijten gemaakt. Vele arbeiders keerden de andere vakbonden weer de rug toe. Het aantal leden van de ANDB bleef daarentegen vrijwel stabiel.

### Internationale samenwerking
De diamantindustrie was in die periode heel internationaal georganiseerd met als belangrijkste centra Amsterdam, Antwerpen en Londen. De leiders van de ANDB realiseerden zeer goed dat een goede organisatie van de diamantbewerkers ook in de andere centra essentieel was, wilden de Nederlandse bedrijven zich met betere arbeidsvoorwaarden voor hun arbeiders niet uit de markt prijzen. Met sterke steun uit Amsterdam is in Antwerpen de Algemene Belgische Diamantbewerkersbond (ABD) opgericht en kwam er zelfs een Wereldbond van diamantbewerkers tot stand. Op een gegeven moment wist Polak zich als voorzitter van de Wereldbond rechtstreeks te bemoeien met de totale hoeveelheid ruwe diamant die op de wereldmarkt kwam. Hij wilde daarmee voorkomen dat diamanten een goedkoop massa-artikel zouden worden.

### Bredere functie van de bond
Het bestuur van de ANDB zag als doel van de vakbond niet alleen maar de verbetering van de arbeidsvoorwaarden voor hun leden. In die tijd waren er nog nauwelijks verzekeringen om ziekte, ongevallen en werkloosheid op te vangen. Door aan de leden verzekeringen aan te bieden werd niet alleen die leemte opgevuld, de leden raakten daardoor ook nog meer verbonden met de bond. Vooral Henri Polak die zelf in zijn jeugd maar weinig schoolonderwijs had gevolgd maar later sterk geïnteresseerd raakte in cultuur, vond dat de bond ook een bijdrage moest leveren aan de opvoeding en verheffing van de arbeiders. Hij nam daarom regelmatig cultureel getinte artikelen op in het weekblad. In het bondsgebouw werd een eigen bibliotheek ingericht. Zelfs de inrichting van de Burcht – vormgegeven door kunstenaars van naam als Roland Holst – moest daaraan bijdragen.

## Betekenis voor de Nederlandse vakbeweging

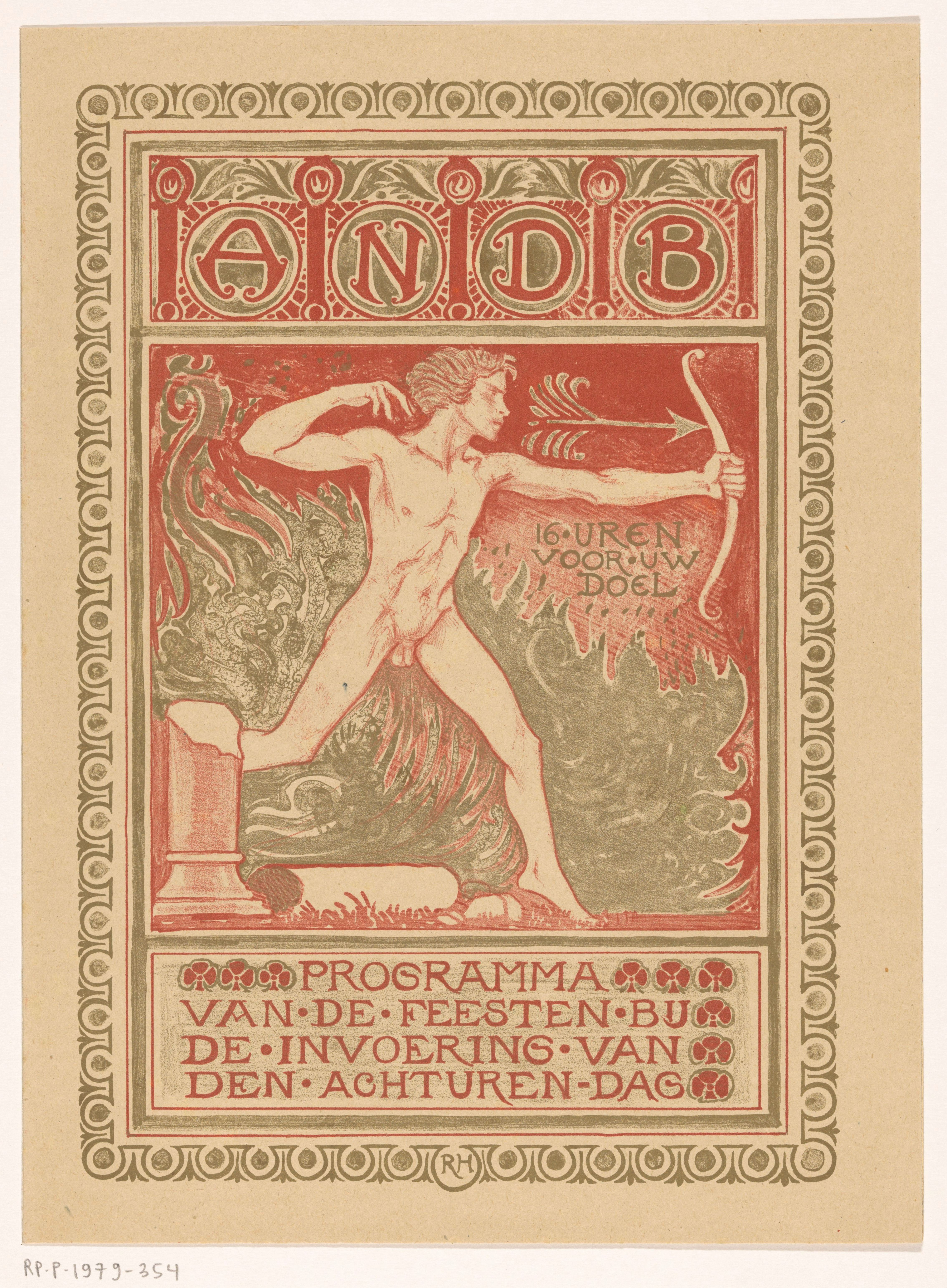
Feest bij de invoering van de acht-uurse werkdag (1911)

De Nederlandse vakbeweging zag er aan het einde van de negentiende en begin twintigste eeuw niet bepaald indrukwekkend uit. De meeste vakbonden waren klein en slecht georganiseerd. Hun ledenaantallen schommelden vaak sterk. Sommige vakbonden hielden na enkele jaren zelfs alweer op te bestaan. Het Nederlandsche Arbeidssecretariaat (NAS) dat toen als vakcentrale functioneerde, werd in toenemende mate verscheurd door een felle richtingenstrijd over de te volgen koers: moest er zo veel mogelijk worden gestaakt om de revolutie dichterbij te brengen of was het hoofddoel de verbetering lonen en arbeidsomstandigheden? Met als gevolg weinig daadkracht, financiële problemen en een teruglopend vertrouwen onder de arbeiders en aangesloten bonden.
Het snelle en, ondanks ups en downs in de beginjaren duurzame succes van de ANDB bleef natuurlijk ook buiten deze bond niet onopgemerkt. Andere vakbonden keken soms met enige jaloezie en bewondering naar deze nieuwe bond. Temeer daar veel stakingen in andere bedrijfstakken in die jaren zonder positief of zelfs met desastreus resultaat eindigden. De ANDB bleek telkens weer als een van de weinigen wonderbaarlijk overeind te blijven in de strijd. Maar er was ook veel kritiek op de ANDB: op de strakke leiding van de bond die weinig ruimte bood voor eigen initiatief en interne kritiek, op de hoge contributie en het dure
bondsgebouw. En op het feit dat de ANDB geen lid was van het NAS.
Het bestuur van de ANDB meende echter goede reden te hebben waarom het geen lid van het NAS wilde zijn. Vanaf 1898 ging Henri Polak zich direct mengen in de discussie over de toekomst van de vakbeweging. Gesterkt door de ervaringen bij de ANDB pleitte hij voor veel strakker georganiseerde ‘moderne’ vakbonden. Stakingen moesten volgens hem geen doel op zich zijn. Ook de dreiging van stakingen kon voldoende zijn om via onderhandelingen verbetering van lonen en arbeidsomstandigheden te bereiken. Na een felle richtingenstrijd is uiteindelijk in 1905 onder leiding van Polak een nieuwe vakcentrale volgens deze ‘moderne’ principes opgericht, het Nederlands Verbond van Vakverenigingen (NVV), de voorloper van de huidige FNV.

## De latere jaren van de ANDB
Polak bleef slechts enkele jaren voorzitter van de NVV. Aan zijn eigen bond, de ANDB bleef hij echter tot de opheffing van de bond in 1940 door de Duitse bezetters trouw. Maar na de Eerste Wereldoorlog waren de hoogtijdagen van de Amsterdamse diamantindustrie voorbij. De Amsterdamse industrie kwam steeds meer onder druk te staan van de concurrentie in met name Antwerpen in Londen. Toch bleef de ANDB een bond met veel gezag die zich breed inspande voor zijn leden. In 1928 werd zelfs een eigen sanatorium in Hilversum opgericht voor de vele leden met longaandoeningen – het sanatorium Zonnestraal – net als de Burcht van Berlage een architectonisch bijzonder gebouw.
Slechts een heel klein deel van de diamantbewerkers en juweliers heeft de Tweede Wereldoorlog overleefd. Na de oorlog restte van de ooit glorieuze ANDB nog maar een heel kleine bond. In 1958 fuseerde hij met de Algemene Nederlandse Metaalbewerkersbond, die na verschillende tussentijdse fusies in 1997 opging in FNV Bondgenoten.

## Canon van Amsterdam
- De Algemene Nederlandse Diamantbewerkersbond is venster nummer 31 van de Canon van Amsterdam.